# Abd Allah ibn Mohammed
Abd Allah ibn Mohammed (11 januari 844 - 15 oktober 912) regeerde als zevende emir van Córdoba van 888 tot 912. Hij behoorde tot de familie Omajjaden van Andalusië en volgde zijn broer Al-Mundhir op. Hij werd bekend wegens zijn ziekelijk achterdochtig gedrag en liet verschillende van zijn familieleden vermoorden. Zijn regeerperiode was bewogen. Verschillende opstanden brachten het emiraat Córdoba in een diepe crisis.

## Biografie
Abd Allah werd door kroniekschrijver Ibn Idari al-Marrakusi omschreven als blank van huid en licht van haar. Hij leidde een sober leven en stond bekend als diepgelovig. Hij was getrouwd met een Baskische prinses Iniga, of Durr met haar Arabische naam. Zij was de dochter van Fortún Garcés en was in Córdoba geboren terwijl haar vader daar gevangen zat. Abd Allah was verantwoordelijk voor de moorden op zijn broer Al-Mundhir en op zijn eigen zoon Mohammed, die hij verdacht van verraad en die door zijn andere zoon Al-Mutarrif werd vergiftigd. Hij koos zijn kleinzoon Abd al-Rahman uit als zijn opvolger en waakte persoonlijk over zijn opvoeding.

## Regering
Het begin van de regering van Abd Allah werd gekenmerkt door verschillende opstanden binnen het emiraat. Als emir verloor hij de controle over een groot gedeelte van zijn grondgebied, waar lokale heersers (vaak muwallads - afstammelingen van bekeerde christenen) eigen prinsdommen stichtten. Hierdoor kwam hij in geldnood en hij besteedde een groot deel van zijn regeerperiode aan expedities tegen moedwillige vazallen om hen te dwingen belastingen te betalen.